# П'яченца (чоловічий волейбольний клуб)
Копра П'яченца, або Паллаволо П'яченца (італ. Copra Piacenza, або італ. Pallavolo Piacenza) — колишній італійський чоловічий волейбольний клуб із міста П'яченца.

## Історія
У листопаді 2015 року у ЗМІ повідомили, що компанія «Gas Sales» стала новим спонсором клубу «Lpr Volley», почесним президентом якого був Роберто Піґі (італ. Roberto
Pighi).

### Назви
- 1998 — Copra Dac Piacenza (Serie B1 Group A)
- 2000 — Copra Junior Volley 90 Piacenza (Serie A2)
- 2001 — Copra Piacenza (Serie A2)
- 2002 — Copra Ventaglio Piacenza
- 2003 — Coprasystel Ventaglio Piacenza
- 2004 — Copra Piacenza
- 2005 — Copra Berni Piacenza
- 2007 — Copra Nordmeccanica Piacenza
- 2009 — CoprAtlantide Piacenza
- 2010 — Copra Morpho Piacenza
- 2011 — Copra Elior Piacenza
- 2014 — Copra Piacenza
- 2015 — Lpr Volley Piacenza (LPR Piacenza)
- 2017 — Wixo LPR Piacenza

### Досягнення
- фіналіст Ліги чемпіонів ЄКВ 2008
- володар Кубка топ-команд ЄКВ 2006
- переможець першости Італії 2009

## Люди

### Тренери
- Юрій Панченко (2000—2001)
- Мауро Берруто (2001—2003)[3]
- Хуліо Веласко (2003—2004)[4]
- Любомир Травиця (2004—2005)
- Франческо Далл'Ольйо (2005—2007)
- Анджело Лоренцетті (2007—2012)[5]
- Лука Монті (2012—2014)
- Андреа Радічі (2014—2015)
- Альберто Джуліані (2015—2018)[6]
- Джанлоренцо Бленджіні (2001—2004, помічник)[7]

### Гравці
- Андрій Сидоренко
- Нікола Ґрбич
- Лючано Де Чекко
- Христо Златанов
- Тревор Клевено
- Самуеле Папі
- Роберто П'яцца[8]
- Алессандро Фей